# Ian Callum

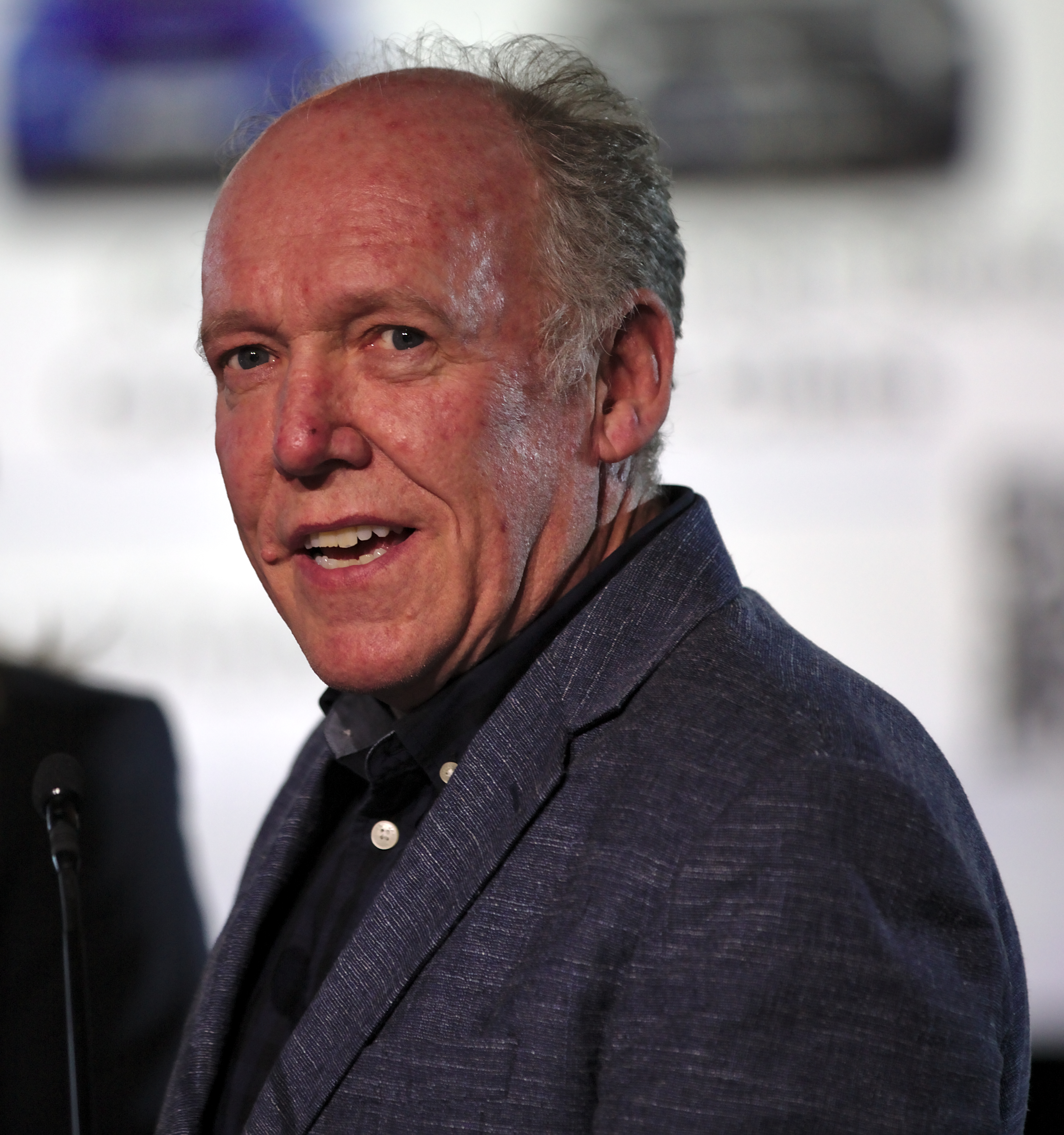
Ian Callum in Genève (2019)

Ian Callum (Dumfries, 30 juli 1954) is een vermaard Schotse auto-ontwerper die heeft gewerkt voor Ford, TWR, Aston Martin en hij was van 1999 tot midden 2019 directeur van de designafdeling werd bij Jaguar (sinds de overname door Tata in 2008: Jaguar Land Rover). In die functie werd hij verantwoordelijk voor de radicaal gewijzigde  vormgeving van de Jaguars en de modernisering van de Land Rovers en Range Rovers.  
Callum studeerde aan de School of Transportation Design van Lanchester Polytechnic (nu Coventry-universiteit) in Coventry, Aberdeen Art College en de Glasgow School of Art, waar hij afstudeerde met een graad in Industriele Vormgeving. Hij studeerde vervolgens af aan het Royal College of Art in Londen met een post-academische master in Vehicle Design.

## Loopbaan

### Ford
Van 1979 tot 1990 werkte hij voor Ford in Dunton voornamelijk aan het vormgeven van onderdelen van auto's, "meestal stuurwielen".
Daarnaast droeg hij bij aan de vormgeving van de RS200 en Escort RS Cosworth, waar hij trots op is en waarmee hij samenwerkte met collega-RCA-afgestudeerde Peter Horbury. Hij werd vervolgens benoemd tot design manager die verantwoordelijk was voor de Ghia Design Studio in Turijn.

### TWR
Na elf jaar in een zakelijke omgeving verliet Callum in 1990 Ford om samen met Peter Stevens en Tom Walkinshaw TWR Design te vormen. Zoals Callum zei in zijn eigen woorden,

Sommige van mijn oud-collega's van Ford kwamen me opzoeken nadat ik was weggegaan uit de gigantische studio in Dunton, het bedrijf, al die dingen, naar deze kleine blikken loods in Kidlington, Ze dachten dat ik helemaal gek was. Maar ik was zo blij als mogelijk was, ik deed iets dat ik wilde doen.

In 1991 werd hij benoemd tot chief designer en general manager van TWR Design. Gedurende deze periode was hij gedeeltelijk verantwoordelijk voor het ontwerpen van de Aston Martin DB7, waarschijnlijk het ontwerp waar hij het meest bekend om werd. Hij ontwierp ook de Aston Martin Vanquish, de door een V12-motor aangedreven DB7 Vantage en Aston Martins Project Vantage-conceptauto en nam de verantwoordelijkheid voor een breed scala aan ontwerpprogramma's voor andere TWR-klanten, waaronder  Volvo, Mazda en  HSV. Hij ontving de Jim Clark Memorial Award in 1995 als erkenning voor zijn stylingwerk op de DB7. In 1998 ontwierp hij de Nissan R390.

### Jaguar
In 1999, na de dood van Geoff Lawson, werd Callum benoemd als zijn opvolger bij Jaguar Cars (destijds dochteronderneming van Ford Motor Company, nu een dochteronderneming van Tata Group). Voor een korte periode leidde Callum het ontwerp bij zowel Jaguar als Aston Martin en was hij grotendeels ook verantwoordelijk voor het ontwerp van de DB9 en Vantage, beide aan auto-ontwerper Henrik Fisker toegeschreven.
De eerste productie-Jaguar waarop hij zijn invloed kon uitoefenen was de facelift van de S-Type uit 2004, gevolgd door het X-Type Estate-model in datzelfde jaar, waarvan hij toezicht hield op het ontwerp van de achterklep.
Met de daarop volgende generatie Jaguar-modellen verlaat Callum het retro-pad uit het Lawson-tijdperk, dat de meer traditioneel ogende X-Type, S-Type en XJ produceerde naar een nieuwe stijl. Dit begint met de XK in 2006, die een treffende gelijkenis vertoont met de Aston Martin DB9, die volgens Callum het resultaat is van moderne veiligheidswetgeving. Deze nieuwe richting zette zich voort met de XF uit 2008 zoals voorzien door het concept C-XF, dat Callum beschrijft als de 'volgende belangrijke stap voorwaarts' in Jaguars ontwerprichting, en de XJ uit 2010.